# Alen Stevanović
Alen Stevanović (Zúrich, Suiza, 7 de enero de 1991) es un futbolista serbio que juega de centrocampista en el F. K. IMT de la Superliga de Serbia.

## Vida privada
Nacido de una madre soltera serbia en Zúrich, Alen tenía tres meses de edad cuando su madre se mudó a Becmen, un suburbio de Belgrado en Serbia.

## Carrera
Fue contratado por el Inter el 2 de febrero de 2009, proveniente del Radnički Obrenovac, siendo incluido en la formación primaveral del equipo. El 6 de enero de 2010 recibe su primera convocatoria en la Serie A, pero llega a jugar. Tres días después entra a jugar por Thiago Motta en el minuto 70", en el partido entre Inter y Siena (4-3). En esta temporada se confirmó como la estrella de la primavera en el inter, marcando un gol en el minuto 66" del partido entre Inter y Cesena, que le daba la victoria al inter.

## Internacional
Hasta enero de 2010, Stevanovic no había sido convocado a ninguna selección juvenil de Serbia, a finales del ese mes el entrenador de la selección sub-21 serbia se mostró interesado con tener a Stevanovic en el equipo. En febrero de 2010 Stevanovic recibió una convocatoria para el partido de la selección serbia sub-21 contra Macedonia, el 3 de marzo, Alen jugó 60 minutos del partido.

## Clubes
| Club                     | País     | Año       |
| ------------------------ | -------- | --------- |
| F. K. Radnički Obrenovac | Serbia   | 2008      |
| Inter de Milán           | Italia   | 2009-2010 |
| Torino F. C.             | Italia   | 2010-2015 |
| Toronto F. C. (cedido)   | Canadá   | 2011      |
| U. S. Palermo (cedido)   | Italia   | 2013-2014 |
| A. S. Bari (cedido)      | Italia   | 2014-2015 |
| Spezia Calcio (cedido)   | Italia   | 2015      |
| Partizán de Belgrado     | Serbia   | 2015-2017 |
| Shonan Bellmare          | Japón    | 2018      |
| Wisła Płock              | Polonia  | 2019      |
| F. C. Tsarsko Selo       | Bulgaria | 2021-2022 |
| F. K. IMT                | Serbia   | 2022-2023 |
| Jamshedpur F. C.         | India    | 2023-2024 |
| F. K. IMT                | Serbia   | 2024-     |

## Palmarés

### Campeonatos nacionales
| Título  | Club           | País   | Año     |
| ------- | -------------- | ------ | ------- |
| Serie A | Inter de Milán | Italia | 2009-10 |